# Siemz-Niendorf
Siemz-Niendorf – gmina w Niemczech, w kraju związkowym Meklemburgia-Pomorze Przednie, w powiecie Nordwestmecklenburg, wchodzi w skład Związku Gmin Schönberger Land. Powstała 26 maja 2019 z połączenia gmin Groß Siemz i Niendorf.
Przez teren gminy przebiega autostrada A20.